# Фонтана (герб)
Фонтана (пол. Fontana) — польский дворянский герб.

## Описание
В красном поле на белом поясе, фонтан, среди мелких золотых звёзд; над поясом чёрный двуглавый орел в Императорской короне. 
В навершии шлема пять страусовых перьев. Герб Фонтана внесен в Часть 2 Гербовника дворянских родов Царства Польского, стр. 30.

## Герб используют
Фонтана, в Троцком Воеводстве оседлые. Из них Доминик Фонтана, вместе с женою Фёклою урожденною Солтан и сыном Осипом, в 1755 году продал имение своё Ковняны, Свяцк и Василевиче.